# Хрустальный зал
Хрустальный зал (сербохорв. Kristalna dvorana) — многофункциональный спортивный зал в Зренянине, Сербия. Дворец спорта был открыт в 2009 году. Предназначен для проведения соревнований по различным видам спорта.

## Общая информация
Зал вмещает до 3500 зрителей и был построен в первую очередь для летней Универсиады 2009 года. Финансирование строительства осуществлялось фондом капитальных вкладов города Воеводина и города Зренянин. В июле 2009 года зал открылся баскетбольным матчем между сборными США и Польши в рамках летней Универсиады.

## События
- Летняя Универсиада 2009
- Чемпионат Европы по волейболу среди женщин 2011
- Чемпионат мира по гандболу среди женщин 2013
- Чемпионат Европы по баскетболу среди женщин 2019